# Ivan Gašparovič
Ivan Gašparovič (Poltár, 27. ožujka 1941.) je slovački političar i bivši predsjednik Slovačke hrvatskoga podrijetla. Prvi je predsjednik Slovačke koji je dva puta izabran na tu dužnost koju je obavljao od 15. lipnja 2004. do 15. lipnja 2014. godine.

## Životopis
Ivan Gašparovič je rođen 27. ožujka 1941. godine u gradu Poltáru, u blizini Lučeneca i Banske Bistrice u središnjoj Slovačkoj. Njegov otac emigrirao je u Slovačku iz Hrvatske krajem Prvog svjetskog rata.
Diplomirao je na Pravnom fakultetu sveučilišta Komenius u Bratislavi. Od 1968. godine na ovom fakultetu je radio kao predavač 1990. godine je postao prorektor.
Od 1965. do 1968. godine bio je tužitelj u Martinu i Bratislavi, a od 1990. do 1992. godine i glavni tužitelj Čehoslovačke. Bio je u Pokretu za demokratsku Slovačku čiji član je bio od 1992. do 15. srpnja 2002. godine kada osniva stranku Pokret za demokraciju.
Godine 2004. u drugom krugu neposrednih izbora izabran je za slovačkog predsjednika, kada je pobijedio Vladimíra Mečiara.
Gašparovič je 4. travnja 2009. godine u drugom krugu presjedničkih izbora ponovno izabran za predsjednika Slovčke kada je pobijedio Ivetu Radičovu presjednički mandat koji mu traje do 15. lipnja 2014. godine.

## Privatni život
Gašparović se oženio 1964. godine  Silviom Beníkovom, s kojom ima dvoje djece. Bio je potpredsjednik Međunarodnog odbora za Čehoslovački hokej.

## Vanjske poveznice
- Službena stranica predsjednika Slovačke (en.)

### Ostali projekti
|  | Zajednički poslužitelj ima još gradiva o temi Ivan Gašparovič |